# Acacia matthewii
Acacia matthewii é uma espécie de leguminosa do gênero Acacia, pertencente à família Fabaceae.